# Lotyšsko na Zimních olympijských hrách 2006
Lotyšsko se účastnilo Zimní olympiády 2006. Zastupovalo ji 57 sportovců (49 mužů a 8 žen) v 8 sportech.

## Medailisté
| Medaile | Jméno           | Sport | Soutěž           |
| ------- | --------------- | ----- | ---------------- |
| Bronz   | Mārtiņš Rubenis | Saně  | muži jednotlivci |